# Zeil je voor het eerst
Zeil je voor het eerst is een Nederlandstalige single van de Belgische artiest Bart Kaëll uit 1990. Het nummer behoort tot de succesvolste en bekendste liedjes binnen zijn oeuvre.
Met Zeil je voor het eerst scoorde Kaëll in Vlaanderen een grote hit. Het bereikte de tweede plaats in de reguliere Vlaamse hitlijst, terwijl het in de Vlaamse top 10 zijn derde nummer 1-hit werd, na La Mamadora (1986) en  Carrousel (1987).
De B-kant van de single was het liedje Het spookt in huis.
Het nummer verscheen op het album Gewoon omdat ik van je hou uit 1991.

## Meewerkende artiesten
- Hans van Eijck (producer)
- Bart Kaëll (zang)

## Notering in de Vlaamse hitparade
| Hitnotering: 28-07-1990 t/m 19-10-1990 | Hitnotering: 28-07-1990 t/m 19-10-1990 | Hitnotering: 28-07-1990 t/m 19-10-1990 | Hitnotering: 28-07-1990 t/m 19-10-1990 | Hitnotering: 28-07-1990 t/m 19-10-1990 | Hitnotering: 28-07-1990 t/m 19-10-1990 | Hitnotering: 28-07-1990 t/m 19-10-1990 | Hitnotering: 28-07-1990 t/m 19-10-1990 | Hitnotering: 28-07-1990 t/m 19-10-1990 | Hitnotering: 28-07-1990 t/m 19-10-1990 | Hitnotering: 28-07-1990 t/m 19-10-1990 | Hitnotering: 28-07-1990 t/m 19-10-1990 | Hitnotering: 28-07-1990 t/m 19-10-1990 | Hitnotering: 28-07-1990 t/m 19-10-1990 |
| Week:                                  | 1                                      | 2                                      | 3                                      | 4                                      | 5                                      | 6                                      | 7                                      | 8                                      | 9                                      | 10                                     | 11                                     | 12                                     |                                        |
| -------------------------------------- | -------------------------------------- | -------------------------------------- | -------------------------------------- | -------------------------------------- | -------------------------------------- | -------------------------------------- | -------------------------------------- | -------------------------------------- | -------------------------------------- | -------------------------------------- | -------------------------------------- | -------------------------------------- | -------------------------------------- |
| Positie:                               | 49                                     | 24                                     | 19                                     | 14                                     | 8                                      | 6                                      | 2                                      | 4                                      | 4                                      | 9                                      | 16                                     | 23                                     | uit                                    |

## Cover:Sleeping bag
In 2019 maakte zanger Milow voor het Vlaamse televisieprogramma Liefde voor muziek van de VTM, een folky uitvoering van het lied met een eigen Engelstalige tekst over een vakantieliefde onder de titel Sleeping bag. Hierbij verzorgde Ilse DeLange de backingvocals. Een dag na de uitzending die op 15 april 2019 was, stond de track op de eerste positie in de Belgische I-Tunes charts.